# Tylocephalus auriculatus
Tylocephalus auriculatus är en rundmaskart som först beskrevs av Butschli 1873.  Tylocephalus auriculatus ingår i släktet Tylocephalus och familjen Plectidae. Arten är reproducerande i Sverige. Inga underarter finns listade i Catalogue of Life.